# Al-Amín

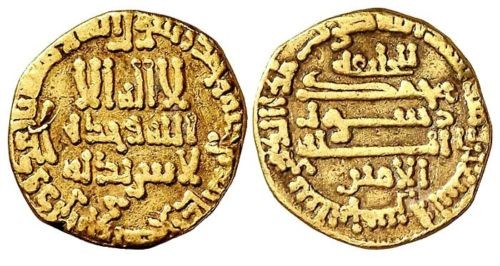
Dinar de Al-Amín. Año 811

Muhámmad ibn Harún al-Amín (787-813) (en árabe: محمد الأمين بن هارون الرشيد), califa abasí. Sucedió a su padre Harún al-Rashid en 809 y reinó hasta su muerte en 813.
Harún al-Rashid decidió la sucesión en sus hijos durante una peregrinación a La Meca. Al-Amín recibiría el califato y Al-Mamún sería gobernador del Jorasán en Irán oriental. A la muerte de Al-Amín, según la decisión de su padre Al-Rashid, su hermano menor Al-Mamún pasaría a ser el nuevo califa.
Pero poco después de la muerte de Harún en 809, Al-Amín anunció que su hijo heredaría el califato en lugar de su hermano Al-Mamún, lo que dio lugar a la cuarta guerra civil. La rivalidad entre los hermanos fue alentada por sus distintas madres y algunos ministros. 
Al-Mamún, cuya madre era persa, obtuvo sus apoyos en Irán, a los que sumó el obtenido como gobernador del Jorasán. Haciéndose valer como defensor de las libertades persas, recibió un gran apoyo en la meseta irania. Su general Táhir bin Husáin (m. 822) dirigió sus ejércitos contra Irak.
Al-Amín apeló a su madre Zubaida, para que arbitrase la sucesión y liderase su defensa, como Aisha había hecho dos siglos antes. Pero Zubaida se negó a hacer tal cosa y Al-Amín se retiró desesperado a Bagdad. En 813, Táhir tomó Bagdad y Al-Amín fue decapitado.
| Predecesor: Harún al-Rashid | Califa Abasí 809–813 | Sucesor: Al-Mamún |

- Datos: Q293495
- Multimedia: Al-Amin / Q293495